# Jānis Jaunsudrabiņš

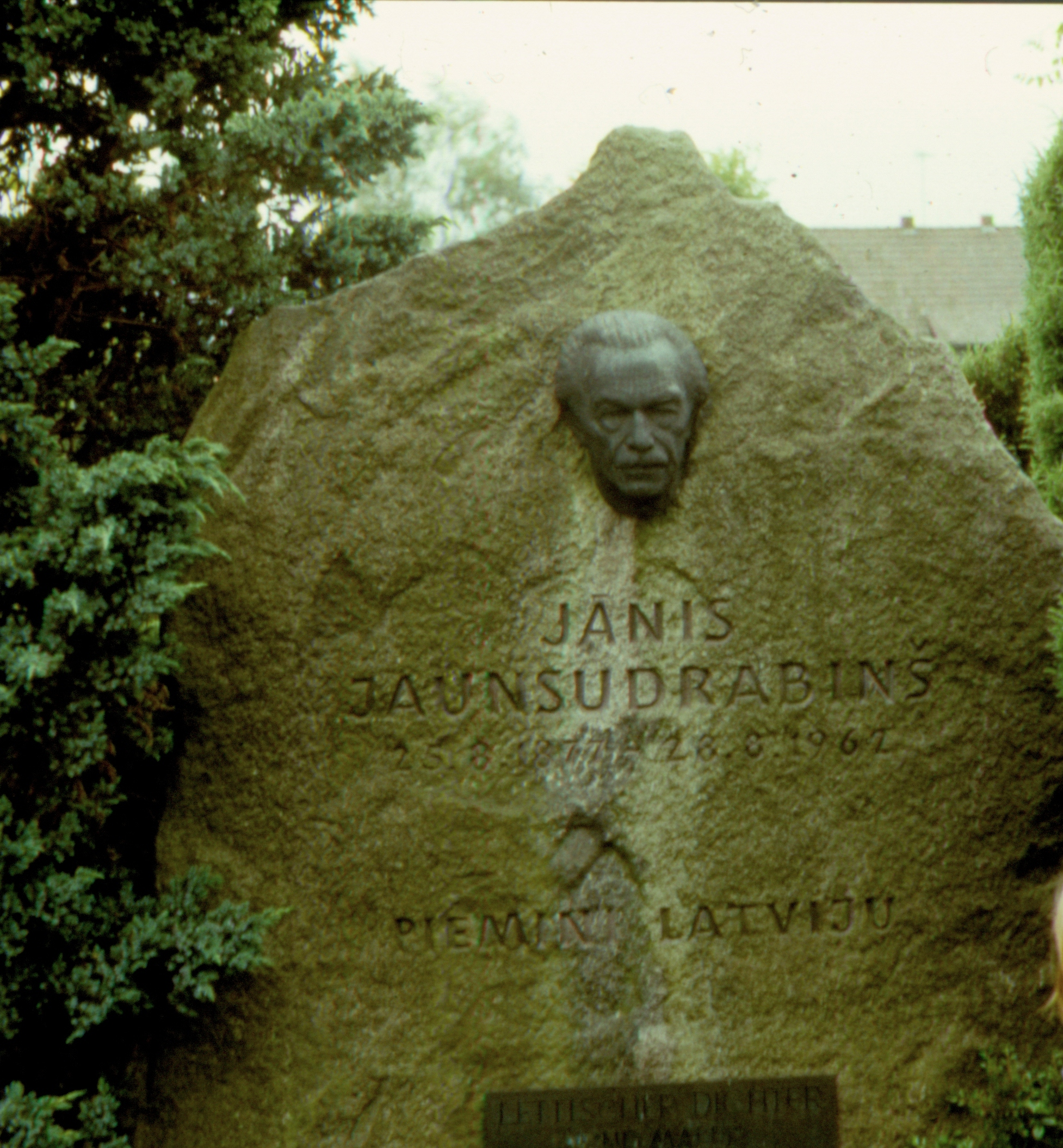
Gedenkstein des Bildhauers Robert Ittermann für Jānis Jaunsudrabiņš in Körbecke. Die Inschrift Piemini Latviju (Gedenkt Lettlands) ist der Titel eines Essays aus dem Jahr 1949.

Jānis Jaunsudrabiņš (* 25. August 1877 in Nereta, Gouvernement Kurland; † 28. August 1962 in Körbecke) war ein lettischer Schriftsteller und Maler, der 1944 vor der einrückenden Sowjetarmee nach Deutschland floh. Neben Romanen und Erzählungen umfasst sein Werk auch Dramen, Lyrik und Übersetzungen.

## Leben
Jānis Jaunsudrabiņš wurde im südlettischen Dorf Nereta unweit der litauischen Grenze geboren. Der Vater, ein Landarbeiter, starb vor Jānis’ drittem Geburtstag. Wegen des Todes zog die Familie auf das Gehöft Riekstiņi, zu den Eltern der Mutter. Aus den Erinnerungen an den Alltag auf dem Hof Riekstiņi und aus den Eindrücken, die Jānis als Kind dort aufnahm (er lebte dort von 1880 bis 1886), schöpften die 100 Geschichten seines bekanntesten Buches, Baltā grāmata (Das weiße Buch). Von 1880 bis 1886 diente Jānis als Hütejunge auf verschiedenen Höfen in Nereta. Erinnerungen an diese Zeit flossen in die 80 Geschichten des Buches Zaļā grāmata (Das grüne Buch) ein. Jānis konnte, weil er im Frühjahr, Sommer und Winter arbeiten musste, die Gemeindeschule nur im Winter besuchen.
Dank seiner Begabung lernte Jaunsudrabiņš Deutsch und Russisch. Das ermöglichte ihm, von 1895 bis 1897 eine Landwirtschaftsschule zu besuchen. Anschließend arbeitete er als Verwaltern auf Gütern des deutschbaltischen Adels. In dieser Zeit unternahm er seine ersten Versuche als Schriftsteller und Maler.
1899 gab er seine Tätigkeit als Gutsverwalter auf und studierte an der privaten Kunstschule von Benjamin Blum (Blumschen Zeichenschule, lettisch: Venjamiņa Blūma Rīgas zīmēšanas un gleznošanas skola) in Riga, an der Janis Rozentāls unterrichtete. 1901 heiratete er seine Jugendliebe Līze Sproģe; 1902 wurde ihre Tochter Lilija geboren. Jaunsudrabiņš arbeitete in diesen Jahren als Redakteur, Schriftsteller sowie Zeichenlehrer in Riga und begann, sich als Maler einen Namen zu machen. 1908 ermöglichte ihm ein Mäzen, zwei Semester als Meisterschüler bei Lovis Corinth in Berlin zu studieren. Nach Riga zurückgekehrt, berichtete er für verschiedene Zeitungen über Kunstausstellungen, nahm selbst an Gemeinschaftsausstellungen teil und beschickte auch Einzelausstellungen.
Vor allem wurde Jaunsudrabiņš als Erzähler bekannt. 1907 erschien sein erster Roman, Vēja ziedi (Blüten des Windes). Seine Erfolge als Schriftsteller ermöglichten ihm, 1913 ein Haus in Pļaviņas zu kaufen. Als im Ersten Weltkrieg deutsche Truppen in die Ostseegouvernements vorrückten, evakuierten die russischen Behörden Teile der lettischen Bevölkerung. Jānis Jaunsudrabiņš lebte mit seiner Familie von 1915 bis 1918 in Baku. 1921 starb seine Frau Līze, im Jahr darauf heiratete er Elza Zīverte.
In 1920er Jahren war Jaunsudrabiņš der meistgelesene lettische Schriftsteller. Außer durch seine Bücher und durch Beiträge in Zeitschriften und Zeitungen erreichte er sein Publikum über den seit diesem Jahrzehnt aufkommenden Rundfunk.
Angesichts der Besetzung Lettlands durch die UdSSR flüchtete Jānis Jaunsudrabiņš mit seiner Frau Natālija (Nāte) im Herbst 1944 nach Deutschland. Die Flucht aus Lettland ist Thema des autobiografischen Werkes Es stāstu savai sievai (Ich erzähle meiner Frau). Über Zwischenstationen in Bielefeld, wo die Schwiegereltern seiner Tochter lebten, in Bünde und in Werfen (Bünde) kam das Ehepaar Jaunsudrabiņš in ein DP-Lager in Greven. In Bünde und vor allem in Greven erlebte er die Anfänge der Selbstorganisation der lettischen Flüchtlinge.
1948 gelangte das Ehepaar Jaunsudrabiņš schließlich nach Körbecke im Sauerland, wo es sich für ein kleines Haus erwärmt hatte. In diesem Mondscheinhaus am Südufer des Möhnesees, das im Lauf der Jahre zum Treffpunkt lettischer Landsleute und westfälischer Künstler und Schriftsteller wurde, verbrachte Jaunsudrabiņš den Rest seines Lebens. Jaunsudrabiņš war in Deutschland auch als Gymnasiallehrer und Journalist tätig. Zahlreiche westfälische Zeitungen, Zeitschriften und Heimatkalender veröffentlichten Beiträge von Jaunsudrabiņš.
Jānis Jaunsudrabiņš starb 1962 im Alter von 85 Jahren. Er wurde in Körbecke beigesetzt. Als 1997 der Friedhof in Körbecke aufgehoben wurde, wurden die sterblichen Überreste des Dichters, seiner Frau und seiner Tochter Lilija (1902–1969) nach Nereta überführt.

## Werk
In seiner realistischen, stets humorvollen Prosa erzählt Jaunsudrabiņš vom Leben einfacher Leute. Auch seine Sprache ist schlicht und geradeheraus; er wurde mit Mark Twain und Thomas Hardy verglichen. Er war ein Meister der Kleinen Form. Seine eindringlichen Naturschilderungen verraten die Augen des Malers. Er bezog auch märchenhafte Elemente in seine Prosa ein. In den 1920er Jahren war Jaunsudrabiņš der meistgelesene Prosa-Autor Lettlands. Seit den späten 1950er Jahren werden seine Bücher wieder aufgelegt. Sie zählen heute zum Kanon der lettischen Literatur.
Jānis Jaunsudrabiņš ist bei seinen Landsleuten auch durch seine zahlreichen Übersetzungen ins Lettische bekannt.

## Ehrungen
- Bis 1944 erhielt Jānis Jaunsudrabiņš mehrere Auszeichnungen durch die Republik Lettland, darunter einen Ehrensold.
- 1952 wurde der Autor in Stockholm vom Internationalen P.E.N.-Club für sein Lebenswerk geehrt.
- Das Gehöft Riekstiņi bei Nereta beherbergt derzeit das einzige Jaunsudrabiņš gewidmete Museum in Lettland.[18]
- In Körbecke wurde 2001 ein Gedenkzimmer eingerichtet, in dem Gemälde, Fotos, die Bibliothek, Möbel und eine Büste des Schriftstellers zu sehen sind.[19]

## Werke (Auswahl)
- Aija (Aija, Riga 1911) / Atbalss (Echo, Riga 1920) / Ziema (Winter, Riga 1925), Romantrilogie
- Baltā grāmata (Das weiße Buch), Literarische Miniaturen, zwei Bände, Riga 1914 bzw. 1921[20]
- Zaļā grāmata (Das grüne Buch), zwei Bände, Riga 1950/51; Fortsetzung von Das weiße Buch
- Nāves deja (Totentanz), Roman, Riga 1924[21]
- Jaunsaimnieks un Velns (Der Jungwirt bzw. -bauer bzw. Neubauer bzw. -wirt und der Teufel), Roman, Riga 1933[22][23]
- Kapri (Capri), Roman, Riga 1939
- Nauda (Das Geld), Roman, Riga 1939 (unveröffentlichte dt. Übersetzung vom Autor)[24]

## Veröffentlichungen in deutscher Sprache
- Aija. Roman, übersetzt von Oskar Grosberg. Verlag Gulbis, Riga 1922.
- Kraniche über dem Möhnesee und Erzählungen aus Lettland. Mit Zeichnungen des Dichters, Verlag Aschendorff, Münster 1972 (postum), enthält acht auf Deutsch verfasste Erzählungen sowie Auszüge aus dem Weißen Buch (übersetzt von Willi Stöppler) und aus dem Grünen Buch (übersetzt von Māra Linde).
- Zuhause. Einige Erzählungen aus dem Weißen Buch, übersetzt von Willi Stöppler. Eigenverlag, Werther 1982.
- Erzählungen vom Möhnesee. Sechs auf Deutsch verfasste Erzählungen. Heft 5 der Schriftenreihe des Heimatvereins Möhnesee, Körbecke 1982.
- Ich erzähle meiner Frau von der Flucht aus Lettland und dem Exil in Westfalen (deutsch von Ojārs Jānis Rozītis, Originaltitel: Es stāstu savai sievai). Waxmann Verlag, Münster 2006, ISBN 978-3-8309-1748-9.[25]
- Neuwirt und Teufel (Auszug aus Jaunsaimnieks un velns) in der Tageszeitung Rigasche Post vom 18. Januar 1937.[26]
- Der Schafhändler (Miniatur aus Baltā grāmata) in der Tageszeitung Rigasche Post vom 18. November 1937.[27]
- Kienspäne (Miniatur aus Baltā grāmata) in der Tageszeitung Rigasche Post vom 18. November 1937.
- Abend der Woche in Deutsche Zeitung im Ostland vom 3. Juni 1944.[28]
- Welta Ehlert (Hrsg. u. Übers.): Unter dem Flügel eines Vogels. Lettische Erzählungen aus neun Jahrzehnten. Verlag Volk und Welt, Berlin 1978 (enthält sechs Miniaturen aus dem Weißen Buch).
- Elfriede Eckardt-Skalberg (Hrsg. u. Übers.): Lettische Lyrik. Eine Anthologie. Verlag Gulbis, Riga 1920 (enthält acht Gedichte von Jaunsudrabiņš, S. 153–162; Digitalisat im Internet Archive).

## Übersetzungen ins Lettische (Auswahl)
Die Jahreszahl verweist auf die Publikation der Übersetzung.
- Knut Hamsun: Pan (Pan), 1906 (Neuausgaben 1927 u. 1935)
- Paul Barsch: Pasaules gājējs (Von Einem, der auszog, Roman in 2 Bdn.), 1909
- Knut Hamsun: Noveles (Novellen), 1910
- Gustaf af Geijerstam: Grāmata par brālīti (Das Buch vom Brüderchen. Roman einer Ehe), 1908
- Bernhard Kellermann: Jūra (Das Meer), erschienen 1911 (Neuausgaben 1919 u. 1927)
- Max Dauthendey: Astoņas sejas pie Biva ezera (Acht Gesichter am Biwasee), 1913
- Ludwig Wolff: Sirds, ko nesalauza mīla (dt. Originaltitel ungewiss), 1926[29]
- Charles de Coster: Pūcesspieģelis (Ulenspiegel bzw. Eulenspiegel), 1927 (Neuausgaben 1961 u. 1986)
- Džons Galsworti (John Galsworthy): Mīlas vergi (wörtl. „Sklaven der Liebe“; Originaltitel: Beyond, 1917, dt. Titel: Jenseits, um 1925)[30]
- Bernhard Kellermann: Tunelis (Der Tunnel), 1928
- Andreas Haukland: Likteņa dieves (Schicksalsgöttinnen), 1929
- Vera Bern: Sievietes dēļ … (Wegen einer Fau …), 1931/32
- Katrin Holland: Sudraba mākonis (Die silberne Wolke), 1933
- Andreas Haukland: Alnis (Der Elch), 1935
- Conrad Ferdinand Meyer: Vēsturiskas noveles (Historische Novellen), 1942; enthält Amulets (Das Amulett), Plauts sieviešu klosterī (Plautus im Nonnenkloster), Gustava Ādolfa pāžs (Gustav Adolfs Page), Soģe (Die Richterin) und Kāda zēna ciešanas (Das Leiden eines Knaben)

## Verfilmungen
- 1959: Atbalss (Echo).  Regie: Varis Krūmiņš. (Nach der Trilogie Aija / Atbalss / Ziema)[31][32].
- 1977: Puika (Knabe).  Regie: Aivars Freimanis (Nach dem Buch Baltā grāmata)[33].
- 1981: Vēja ziedi (Windblüten). Regie: Daina Dumpe (Kinofilm nach dem gleichnamigen Roman).[34]
- 1986: Kā mēs aizgājām no mājām (Wie wir von zuhause fort gingen). Regie: Pēteris Krilovs (30-Minuten-Kurzfilm nach dem Buch Es stāstu savai sievai).[34]
- 1987: Aija (Aya).  Regie: Varis Brasla (Zweiteilige Fernsehproduktion nach dem gleichnamigen Buch)[35].
- 2000: Saldā indes garša (Der Geschmack des süßen Giftes). Regie: Inta Gorodecka (Fernsehserie nach dem Roman Jaunsaimnieks un velns).[34]